# Olof Widgren
Johan Olof Widgren, ursprungligen Pettersson, född  9 juni 1907 i Adolf Fredriks församling, Stockholm, död där 6 mars 1999 i Oscars församling, var en svensk skådespelare.

## Biografi

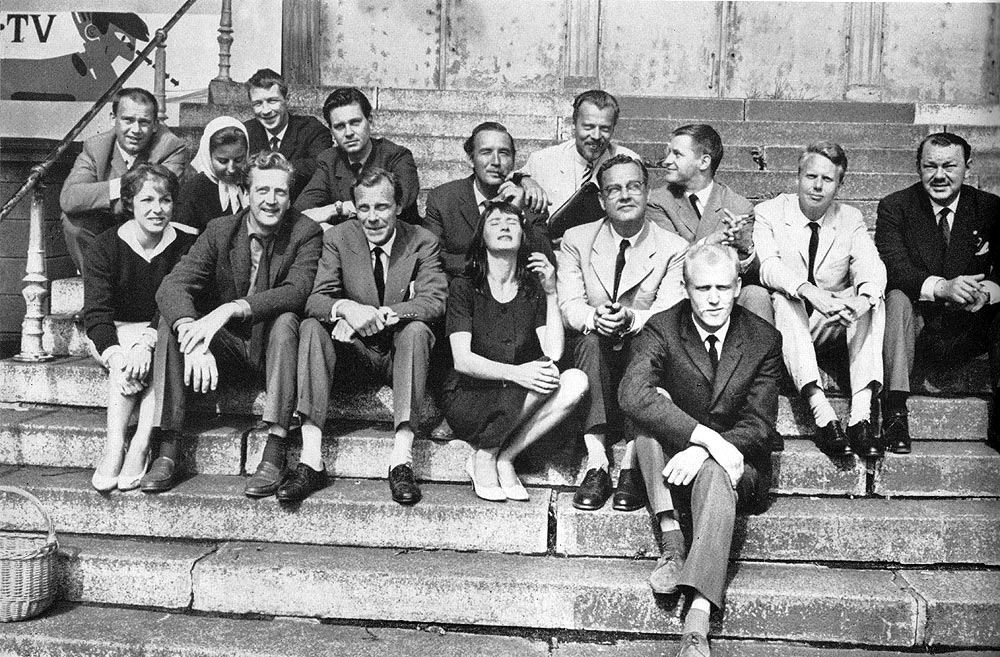
Widgren (första raden, tredje från vänster vänster) tillsammans med TV-teaterensemblen säsongen 1961/1962.

Widgren bedrev humanistiska studier vid Stockholms Högskola 1925–1928. Han började med att spela studentteater innan han studerade vid Dramatens elevskola 1928–1931. Efter studierna engagerades han av Gösta Ekman 1931–1935, därefter engagerades han vid Dramaten fram till 1969. Han har även varit verksam vid stadsteatrarna i Norrköping och Malmö samt Riksteatern och TV-teatern.
Han filmdebuterade 1930 i Julius Jaenzons Ulla, min Ulla, och medverkade i drygt 50 film- och TV-produktioner.
Mellan 1947 och 1955 reciterade han Nyårsklockan vid tolvslaget på Skansen. Han tilldelades 1967 års O'Neill-stipendium.
Widgren var gift från 1933 med Nancy Kristina Louise (Johansson) Peiram, född 1906 i Helsingborg, död 1942 i Stockholm, från 1943 med Hulda Elisabeth Mireille Hammar, född 1909, död 1959 i Stockholm, samt från 1963 och till sin död med Anna (Anni) Kihlgren (född 1929, död 2019 i Stockholm), dotter till bergsingenjör Knut Kihlgren.
Widgren är far till bibliotekarien Lillemor Widgren Matlack (född 1934), skådespelaren Kerstin Widgren (född 1936), ämbetsmannen Jonas Widgren (1944–2004), professor Mats Widgren (född 1948) och morfar till skådespelaren och regissören Helena Bergström.
Olof Widgren är begravd på Norra begravningsplatsen utanför Stockholm.

## Filmografi
- 1930 – Ulla, min Ulla
- 1935 – Valborgsmässoafton
- 1938 – Karriär
- 1938 – Pengar från skyn
- 1940 – Stål
- 1940 – Juninatten
- 1941 – Hem från Babylon
- 1942 – Kan doktorn komma?
- 1942 – En sjöman i frack
- 1943 – Ungt blod
- 1943 – Sjätte skottet
- 1943 – På liv och död
- 1943 – Herre med portfölj
- 1944 – En dag skall gry
- 1944 – Räkna de lyckliga stunderna blott
- 1944 – Jag är eld och luft
- 1944 – Vändkorset
- 1945 – Den allvarsamma leken
- 1946 – Ödemarksprästen
- 1946 – Midvinterblot
- 1949 – Bara en mor
- 1953 – Barabbas
- 1954 – Karin Månsdotter
- 1955 – Så tuktas kärleken
- 1956 – Tarps Elin
- 1956 – Sista paret ut
- 1957 – Ingen morgondag
- 1960 – Domaren
- 1963 – Tystnaden

### TV-produktioner
- 1957 - Svarta handsken
- 1959 - Romeo och Julia i Östberlin
- 1960 - Antigone
- 1961 - Utan fast bostad
- 1961 - Kardinalernas middag
- 1961 - Han som fick leva om sitt liv
- 1961 – Bibliska bilder (TV-teater)
- 1962 – Värmlänningarna
- 1962 - Kvartetten som sprängdes
- 1962 - Trasiga änglar
- 1962 – Fru Warrens yrke (TV-teater)
- 1962 - Dödsdansen
- 1962 - Paria
- 1962 - Sex roller söka en författare
- 1962 - Välkomstmiddag
- 1963 - Ett drömspel
- 1966 - Patrasket
- 1966 - Tartuffe
- 1966 - Pyromanerna
- 1967 – Gengångare
- 1967 - Fadren
- 1968 - Pygmalion
- 1970 – Frida och hennes vän (TV-serie)
- 1974 – Jourhavande (TV-serie)
- 1977 – Soldat med brutet gevär (TV-serie)
- 1981 - Svartskallen
- 1983 – Farmor och vår Herre (TV-serie)
- 1983 - Polskan och puckelryggen
- 1984 - Martin Frosts imperium
- 1985 – Lösa förbindelser (TV-serie)

## Teater

### Roller (ej komplett)
| År   | Roll                                                   | Produktion                                                                    | Regi                             | Teater                                                                                          |
| ---- | ------------------------------------------------------ | ----------------------------------------------------------------------------- | -------------------------------- | ----------------------------------------------------------------------------------------------- |
| 1929 | Rissout, /nationalgardist) de Lauriston (officer)      | Madame Sans-Gêne Victorien Sardou                                             | Karl Hedberg                     | Dramaten                                                                                        |
| 1929 | Frivillige Louison                                     | Ärans fält Maxwell Anderson och Laurence Stallings                            | Per Lindberg                     | Dramaten                                                                                        |
| 1930 | En hovmästare                                          | Topaze Marcel Pagnol                                                          | Gustaf Linden                    | Dramaten                                                                                        |
| 1930 | Roberts                                                | Ungkarlspappan Edward Childs Carpenter                                        | Olof Molander                    | Dramaten                                                                                        |
| 1930 | Fredman                                                | En sommarkväll på Djurgården                                                  |                                  |                                                                                                 |
| 1930 | en av bröderna Asserato                                | Fiesco eller sammansvärjningen i Genua Friedrich von Schiller                 | Olof Molander                    | Dramaten                                                                                        |
| 1931 | Espinoza                                               | Elisabeth av England                                                          |                                  |                                                                                                 |
| 1931 | Maskinmästaren                                         | Thalias barn Tor Hedberg                                                      | Gustaf Linden                    | Dramaten                                                                                        |
| 1931 | Karl-Petter                                            | Stor-Klas och Lill-Klas Gustaf af Geijerstam (efter gamla sagor)              | Alf Sjöberg                      | Dramaten                                                                                        |
| 1931 | Robert                                                 | Caprice Geza Silberer                                                         | Gösta Ekman                      | Turné                                                                                           |
| 1931 | Roger Hyltenius                                        | Hans nåds testamente Hjalmar Bergman                                          | Per Lindberg                     | Vasateatern                                                                                     |
| 1931 | Geoffrey Cole                                          | Mammas förflutna (The Vinegar Tree) Paul Osborn                               | Tollie Zellman                   | Vasateatern                                                                                     |
| 1932 | Kronprins Oscar                                        | Den förste Bernadotte Herbert Grevenius                                       | Per Lindberg                     | Konserthusteatern                                                                               |
| 1932 | Ramon Narro                                            | Till Hollywood (Merton of the Movies) George S. Kaufman och Marc Connelly     | Gösta Ekman                      | Vasateatern                                                                                     |
| 1932 | Notarien Ung man                                       | Kanske en diktare Ragnar Josephson                                            | Gösta Ekman                      | Vasateatern                                                                                     |
| 1932 | Baron Jörgen Stenfelt                                  | Mästerkatten i stövlarna (Markis'en af Carabas) Palle Rosenkrantz             | Gösta Ekman                      | Vasateatern                                                                                     |
| 1932 | Larry                                                  | Broadway Philip Dunning och George Abbott                                     | Mauritz Stiller                  | Vasateatern                                                                                     |
| 1932 |                                                        | Adam och Evorna Sigurd Hoel och Helge Krog                                    | Gösta Ekman                      | Folkteatern                                                                                     |
| 1932 |                                                        | I de bästa familjer (In The Best Of Families) Anita Hart och Maurice Braddell | Gösta Ekman                      | Gösta Ekmans Folkteater                                                                         |
| 1933 |                                                        | En caprice Sil Vara                                                           | Gösta Ekman                      | Vasateatern                                                                                     |
| 1933 |                                                        | I de bästa familjer (In The Best Of Families) Anita Hart och Maurice Braddell | Gösta Ekman                      | Vasateatern                                                                                     |
| 1933 | J. Vayne Talbot                                        | Middag kl. 8 (Dinner at Eight) George S. Kaufman och Edna Ferber              | Gösta Ekman                      | Vasateatern                                                                                     |
| 1933 | Jean Pélisson                                          | Banken (La Banque Nemo) Louis Verneuil                                        | Hjalmar Peters                   | Vasateatern                                                                                     |
| 1933 |                                                        | Charleys tant Brandon Thomas                                                  |                                  | Folkan                                                                                          |
| 1933 |                                                        | I de bästa familjer (In The Best Of Families) Anita Hart och Maurice Braddell | Gösta Ekman                      | Vasateatern                                                                                     |
| 1934 | Gyldenstern                                            | Hamlet William Shakespeare                                                    | Per Lindberg                     | Vasateatern                                                                                     |
| 1934 | Josef från Ramah                                       | Långfredag (Good Friday) John Masefield                                       | Per Lindberg                     | Vasateatern                                                                                     |
| 1934 | Dr. Michaelsson                                        | Män i vitt (Men In White) Sidney Kingsley                                     | Per Lindberg                     | Vasateatern                                                                                     |
| 1934 | Karl                                                   | Natten till den 17:de april (Tűzmadár) Lajos Zilahy                           | Gunnar Olsson                    | Vasateatern                                                                                     |
| 1934 | David                                                  | Hennes majestät modern (The Silver Cord) Sidney Howard                        | Pauline Brunius                  | Vasateatern                                                                                     |
| 1935 | Dr Martin Sonnberg                                     | Karriär-karriär (A szerencse fia) Gábor Drégely                               | Gösta Ekman                      | Vasateatern                                                                                     |
| 1935 | Bob                                                    | Sådana tider Édouard Bourdet                                                  | Per Lindberg                     | Vasateatern                                                                                     |
| 1935 | Sem                                                    | Noak André Obey                                                               | Per Lindberg                     | Vasateatern                                                                                     |
| 1935 | Frälsningssoldaten                                     | Innanför grindarna Seán O'Casey                                               | Per Lindberg                     | Vasateatern                                                                                     |
| 1935 | Salarino                                               | Köpmannen i Venedig William Shakespeare                                       | Per Lindberg                     | Vasateatern                                                                                     |
| 1936 | Arthur                                                 | Ljuva ungdomstid Eugene O'Neill                                               | Rune Carlsten                    | Dramaten                                                                                        |
| 1936 | Don Luis                                               | Spökdamen Pedro Calderón de la Barca                                          | Olof Molander                    | Dramaten                                                                                        |
| 1936 | Charles Newman, den unge skepparen på trålaren Alabama | Fiskare, människofiskare Tage Stam                                            | Rune Carlsten                    | Dramaten                                                                                        |
| 1936 | Den pensionerade löjtnanten                            | Brott och straff Gaston Baty (efter Dostojevskij)                             | Alf Sjöberg                      | Dramaten                                                                                        |
| 1936 | Lindgren, boddräng                                     | Fridas visor Birger Sjöberg                                                   | Rune Carlsten                    | Dramaten                                                                                        |
| 1936 | En vakt på kyrkogården                                 | Brott och brott August Strindberg                                             | Alf Sjöberg                      | Dramaten                                                                                        |
| 1937 | Mr Cummingham                                          | Vår ära och vår makt Nordahl Grieg                                            | Alf Sjöberg                      | Dramaten                                                                                        |
| 1937 | Guétorbe, korpral                                      | Khaki Paul Raynal                                                             | Alf Sjöberg                      | Dramaten                                                                                        |
| 1937 |                                                        | En så'n dag Dodie Smith                                                       | Rune Carlsten                    | Dramaten                                                                                        |
| 1937 | Greve Ossian Liewenskiöld, redaktör för Säsongen       | Skönhet Sigfrid Siwertz                                                       | Alf Sjöberg                      | Dramaten                                                                                        |
| 1938 |                                                        | Mayerlingdramat Maxwell Anderson                                              | Alf Sjöberg                      | Dramaten                                                                                        |
| 1938 | Frank Haines                                           | En sån dag! Dodie Smith                                                       | Rune Carlsten                    | Dramaten                                                                                        |
| 1938 | Mannen                                                 | Mannen utan själ Pär Lagerkvist                                               | Alf Sjöberg                      | Dramaten                                                                                        |
| 1938 | Reseintendenten                                        | Spel på havet Sigfrid Siwertz                                                 | Alf Sjöberg                      | Dramaten                                                                                        |
| 1939 | Kristian Östlie                                        | Paul Lange och Tora Parsberg Bjørnstjerne Bjørnson                            | Rune Carlsten                    | Dramaten                                                                                        |
| 1939 | Den helige Antonius, Richard - en ung skald,           | Kyskhet Vilhelm Moberg                                                        | Rune Carlsten                    | Dramaten                                                                                        |
| 1939 | John, sonen i huset                                    | Anna Sophie Hedvig Kjeld Abell                                                | Alf Sjöberg                      | Dramaten                                                                                        |
| 1939 | Varlin, bokbindare                                     | Nederlaget Nordahl Grieg                                                      | Svend Gade                       | Dramaten                                                                                        |
| 1939 | Läkaren                                                | Kejsarn av Portugallien Poul Knudsen och Selma Lagerlöf                       | Rune Carlsten                    | Dramaten                                                                                        |
| 1939 | Prins Erik                                             | Gustav Vasa August Strindberg                                                 | Rune Carlsten                    | Dramaten                                                                                        |
| 1940 | Don Juan                                               | Mycket väsen för ingenting William Shakespeare                                | Alf Sjöberg                      | Dramaten                                                                                        |
| 1940 | Robert Grant                                           | Seger i mörker Pär Lagerkvist                                                 | Alf Sjöberg                      | Dramaten                                                                                        |
| 1940 | Crooks, stalldräng                                     | Möss och människor John Steinbeck                                             | Alf Sjöberg                      | Dramaten                                                                                        |
| 1940 | Emanuel Swedenborg                                     | Karl XII August Strindberg                                                    | Alf Sjöberg                      | Dramaten                                                                                        |
| 1941 | Nathan, farmors barnbarn                               | Farmor och vår herre Hjalmar Bergman                                          | Rune Carlsten                    | Dramaten                                                                                        |
| 1941 | Paul Venner                                            | Gudarna le A.J. Cronin                                                        | Carlo Keil-Möller                | Dramaten                                                                                        |
| 1941 |                                                        | Hamlet William Shakespeare                                                    | Rune Carlsten                    | Dramaten                                                                                        |
| 1942 | Fader Jon                                              | Helgonsaga Karl Ragnar Gierow                                                 | Alf Sjöberg                      | Dramaten                                                                                        |
| 1942 | 30 3/28 Nordvall, kulsprutegruppchef                   | Beredskap Gunnar Ahlström                                                     | Alf Sjöberg                      | Dramaten                                                                                        |
| 1942 |                                                        | Kvinnan väntar Artur Lundkvist                                                | Anna Norrie och Sandro Malmquist | Folkan                                                                                          |
| 1942 | Prins Erik                                             | Gustav Vasa August Strindberg                                                 | Rune Carlsten,                   | Dramaten 1942, Gästspel i Berlin 1941                                                           |
| 1942 | Major Wilhelm von Döbeln                               | Döbeln Sven Stolpe                                                            | Alf Sjöberg                      | Dramaten                                                                                        |
| 1943 | Deckman West                                           | Vi har vår frihet Maxwell Anderson                                            | Olof Molander                    | Dramaten                                                                                        |
| 1943 | Joe W. Doyle                                           | Urladdning Clifford Odets                                                     | Alf Sjöberg                      | Dramaten                                                                                        |
| 1943 | Brutus                                                 | Brutus Sigrid Siwertz                                                         | Alf Sjöberg                      | Dramaten                                                                                        |
| 1944 | Doktor Jörgen Herming                                  | Innanför murarna Henri Nathansen                                              | Carlo Keil-Möller                | Dramaten                                                                                        |
| 1944 | Erik                                                   | En kvinna är överflödig Knud Sønderby                                         | Rune Carlsten                    | Dramaten                                                                                        |
| 1944 | Brudgummen                                             | Blodsbröllop Federico García Lorca                                            | Alf Sjöberg                      | Dramaten                                                                                        |
| 1944 | Cæsar                                                  | Till Damaskus, andra delen August Strindberg                                  | Olof Molander                    | Dramaten                                                                                        |
| 1945 | Caesar Octavianus                                      | En idealist Kaj Munk                                                          | Olof Molander                    | Dramaten                                                                                        |
| 1945 | Blaise Coûture, informator                             | Asmodeus François Mauriac                                                     | Stig Torsslow                    | Dramaten                                                                                        |
| 1945 | Orestes                                                | Flugorna Jean-Paul Sartre                                                     | Alf Sjöberg                      | Dramaten                                                                                        |
| 1945 | Gerhard Nielsen, kontorschef                           | Två trådar Carl Erik Soya                                                     | Rune Carlsten                    | Dramaten                                                                                        |
| 1945 | Sten Wikner, kyrkoherde                                | Sånggudinnan Einar Thorén                                                     | Stig Torsslow                    | Dramaten                                                                                        |
| 1946 | Narren                                                 | Trettondagsafton William Shakespeare                                          | Alf Sjöberg                      | Dramaten                                                                                        |
| 1946 | Bernhard, en lärd                                      | S:t Antonius visar vägen Ronald Duncan                                        | Alf Sjöberg                      | Dramaten                                                                                        |
| 1946 |                                                        | Markurells i Wadköping Hjalmar Bergman                                        | Rudolf Wendblad                  | Dramaten                                                                                        |
|      |                                                        | Richard III William Shakespeare                                               | Alf Sjöberg                      | Dramaten                                                                                        |
| 1947 | Petrus, en gammal advokat                              | Den dödsdömde Stig Dagerman                                                   | Alf Sjöberg                      | Dramaten                                                                                        |
| 1947 | Willie Oban, f.d.juris stud vid Harvard                | Si iskarlen kommer Eugene O'Neill                                             | Olof Molander                    | Dramaten                                                                                        |
| 1947 | Jesus                                                  | Låt människan leva Pär Lagerkvist                                             | Olof Widgren                     | Dramaten                                                                                        |
| 1948 | Jacob, rabbinens son                                   | De vises sten Pär Lagerkvist                                                  | Alf Sjöberg                      | Dramaten                                                                                        |
| 1948 | Harry, Lord Monchensey, Amys äldste son                | Släktmötet T.S. Eliot                                                         | Alf Sjöberg                      | Dramaten                                                                                        |
| 1948 | Les Ward                                               | Johanna från Lothringen Maxwell Anderson                                      | Olof Molander                    | Dramaten                                                                                        |
| 1948 | Joseph Surface                                         | Skandalskolan Richard Brinsley Sheridan                                       | Rune Carlsten                    | Dramaten                                                                                        |
| 1948 | George Deever                                          | Alla mina söner Arthur Miller                                                 | Rune Carlsten                    | Dramaten                                                                                        |
| 1949 | Japanen                                                | Stora landsvägen August Strindberg                                            | Olof Molander                    | Dramaten, gästspel Nationaltheatret i Oslo, maj 1949                                            |
| 1949 | Farbror Ben                                            | En handelsresandes död Arthur Miller                                          | Alf Sjöberg                      | Dramaten                                                                                        |
| 1949 | Thomas More                                            | En dag av tusen Maxwell Anderson                                              | Olof Molander                    | Dramaten                                                                                        |
| 1950 | Ivan Fjodorovitj Karamasov                             | Bröderna Karamasov Fjodor M. Dostojevskij                                     | Rune Carlsten                    | Dramaten                                                                                        |
| 1950 | Brand                                                  | Brand Henrik Ibsen                                                            | Alf Sjöberg                      | Dramaten                                                                                        |
| 1951 | Adolphus Cusins, Barbaras fästman                      | Major Barbara George Bernard Shaw                                             | Olof Molander                    | Dramaten                                                                                        |
| 1951 | Sir Henry Harcourt-Reilly                              | Cocktailparty T.S. Eliot                                                      | Olof Molander                    | Dramaten                                                                                        |
| 1952 | Jacob, rabbinens son                                   | De vises sten Pär Lagerkvist                                                  | Alf Sjöberg                      | Dramaten                                                                                        |
| 1952 | Fader James Browne                                     | I sista rummet Graham Greene                                                  | Olof Molander                    | Dramaten                                                                                        |
| 1953 | Tune                                                   | Man lyder Sivar Arnér                                                         | Rune Carlsten                    | Dramaten                                                                                        |
| 1953 | Sahak                                                  | Barabbas Pär Lagerkvist                                                       | Olof Molander                    | Dramaten                                                                                        |
| 1953 | Pastorn                                                | Fadren August Strindberg                                                      | Bengt Ekerot                     | Dramaten                                                                                        |
| 1953 | Mihail Alexandrovitj Rakitin, familjens vän            | En månad på landet Ivan Turgenjev                                             | Mimi Pollak                      | Dramaten                                                                                        |
| 1954 | Löjtnant Barney Greenwald, rättegångsbiträde           | Myteriet på Caine Herman Wouk                                                 | Rune Carlsten                    | Dramaten                                                                                        |
| 1954 | Männens ledare                                         | Orestien Aiskhylos                                                            | Olof Molander                    | Dramaten                                                                                        |
| 1954 | Pastorn                                                | Fadren August Strindberg                                                      | Bengt Ekerot                     | Dramaten, gästspel Svenska Teatern Helsingfors, maj 1954                                        |
| 1955 | Pastorn                                                | Fadren August Strindberg                                                      | Bengt Ekerot                     | Dramaten, gästspel, Théatre Hébertot, juni 1955, Festival International d´Art Dramatique, Paris |
| 1955 |                                                        | Ett drömspel                                                                  | Olof Molander                    | Dramaten                                                                                        |
| 1956 | Biskop Sigurd Helmer                                   | Herren och hans tjänare Axel Kielland                                         | Alf Sjöberg                      | Folkparksteatern                                                                                |
| 1956 | Osvald Alving                                          | Gengångare Henrik Ibsen                                                       | Olof Molander                    | Dramaten                                                                                        |
| 1957 |                                                        | Leka med elden August Strindberg                                              | Stig Torsslow                    | Dramaten                                                                                        |
| 1957 | Varville                                               | Kameliadamen Alexandre Dumas d.y.                                             | Stig Torsslow                    | Dramaten                                                                                        |
| 1957 | Professor Higgins                                      | Pygmalion George Bernard Shaw                                                 | John Zacharias                   | Norrköping-Linköping stadsteater                                                                |
| 1957 |                                                        | Häxan i Atlasbergen George Bernard Shaw                                       | Mimi Pollak                      | Dramaten                                                                                        |
| 1957 | Adolf                                                  | Fordringsägare August Strindberg                                              | Rune Carlsten                    | Dramaten                                                                                        |
| 1957 | Hans von Degerfelt, målare                             | Ett brott Sigfrid Siwertz                                                     | Per-Axel Branner                 | Dramaten                                                                                        |
| 1957 |                                                        | När dagen vänder Paul Claudel                                                 | Olof Molander                    | Dramaten                                                                                        |
| 1957 |                                                        | Vildanden Henrik Ibsen                                                        | Alf Sjöberg                      | Dramaten                                                                                        |
| 1957 | Drottningens juvelsmycke                               | Drottningens juvelsmycke Carl Jonas Love Almquist                             | Alf Sjöberg                      |                                                                                                 |
| 1958 | Richard II                                             | Richard II William Shakespeare                                                | Olof Widgren John Zacharias      | Norrköping-Linköping stadsteater                                                                |
| 1958 | Adolf                                                  | Fordringsägare August Strindberg                                              | Rune Carlsten                    | Dramaten, gästspel Det nye teater, Oslo, 1958                                                   |
| 1959 | Kurt, karantärmästare                                  | Dödsdansen August Strindberg                                                  | Per-Axel Branner                 | Dramaten                                                                                        |
| 1960 | Hamlets faders vålnad                                  | Hamlet William Shakespeare                                                    | Alf Sjöberg                      | Dramaten                                                                                        |
| 1960 | Läkaren                                                | Till Damaskus, del I August Strindberg                                        | Olof Molander                    | Dramaten                                                                                        |
| 1960 | Smalejus, amtman                                       | Härbärget Fritz Hochwälder                                                    | Olof Molander                    | Dramaten                                                                                        |
| 1960 | Alper                                                  | Tionde mannen Paddy Chayefsky                                                 | Mimi Pollak                      | Dramaten                                                                                        |
| 1960 | Juryman 8                                              | Tolv edsvurna män Reginald Rose                                               | Herman Ahlsell                   | Folkparksteatern                                                                                |
| 1961 | "Jack Blow", "Körkarl"                                 | Växelsången Djuna Barnes                                                      | Olof Molander                    | Dramaten                                                                                        |
| 1961 | Daniel                                                 | Han som fick leva om sitt liv Pär Lagerkvist                                  | Olof Molander                    | Dramaten                                                                                        |
| 1962 | Advokat Helmer                                         | Ett dockhem Henrik Ibsen                                                      | Per-Axel Branner                 | Dramaten                                                                                        |
| 1962 | Thomas Becket                                          | Becket eller Guds ära Jean Anouilh                                            | Olof Molander                    | Dramaten                                                                                        |
| 1962 | Antonio, köpman i Venedig                              | Köpmannen i Venedig William Shakespeare                                       | Alf Sjöberg                      | Dramaten                                                                                        |
| 1962 | Översten                                               | Spöksonaten                                                                   | Olof Molander                    | Dramaten                                                                                        |
| 1963 | Antonio, köpman i Venedig                              | Köpmannen i Venedig William Shakespeare                                       | Alf Sjöberg                      | Dramaten, gästspel på Svenska Teatern Helsingfors 22-23 maj 1963                                |
| 1963 | Herr Dussel                                            | Anne Franks dagbok dramatisering av Frances Goodrich och Albert Hackett       | Mimi Pollak                      | Dramaten på China-teatern                                                                       |
| 1963 | Ordensgeneralen                                        | Ställföreträdaren Rolf Hochhuth                                               | Stig Torsslow                    | Dramaten                                                                                        |
| 1964 | Regissören som spelar Mickels roll                     | Hattasken Vilgot Sjöman                                                       | Vilgot Sjöman                    | Dramaten                                                                                        |
| 1964 | Leopold                                                | Galenpannan – ett skådespel om Gustav IV Adolf Lars Forssell                  | Bengt Ekerot                     | Dramaten                                                                                        |
| 1964 | Assessor Brack                                         | Hedda Gabler Henrik Ibsen                                                     | Ingmar Bergman                   | Dramaten                                                                                        |
| 1965 | Coulmier                                               | Mordet på Marat Peter Weiss                                                   | Frank Sundström                  | Dramaten                                                                                        |
| 1965 | Parnell James                                          | Blues for Mr Charlie                                                          | Ulf Palme                        | Dramaten                                                                                        |
| 1966 | Vittne                                                 | Rannsakningen                                                                 | Ingmar Bergman                   | Dramaten                                                                                        |
| 1966 | Wolfgang Schwitter, nobelpristagare                    | Meteoren Friedrich Dürrenmatt                                                 | John Zacharias                   | Norrköping-Linköping stadsteater                                                                |
| 1967 |                                                        | Körsbärsträdgården Anton Tjechov                                              | Per-Axel Branner                 | Dramaten                                                                                        |
| 1967 | Assessor Brack                                         | Hedda Gabler Henrik Ibsen                                                     | Ingmar Bergman                   | Dramaten                                                                                        |
| 1967 | Basilio                                                | Livet en dröm Pedro Calderon de la Barca                                      | Lars-Erik Liedholm               | Dramaten                                                                                        |
| 1968 | Assessor Brack                                         | Hedda Gabler Henrik Ibsen                                                     | Ingmar Bergman                   | Dramaten, gästspel på Aldwych Theatre juni 1968                                                 |
| 1968 | Fulgenzio                                              | Sommarnöjet Carlo Goldoni                                                     | Ralf Långbacka                   | Dramaten                                                                                        |
| 1969 |                                                        | Den avsvimmade hästen Françoise Sagan                                         |                                  | Malmö Stadsteater                                                                               |
| 1969 | Frederick William Rolfe                                | Hadrianus VII Peter Luke efter Frederick Rolfes roman                         | Gösta Folke                      | Malmö Stadsteater                                                                               |
| 1969 | Emanuel Swedenborg                                     | Carl XVI Joseph Arne Törnqvist                                                | Mimi Pollak                      | Dramaten                                                                                        |
| 1970 | Johan av England                                       | Kung Johan Friedrich Dürrenmatt                                               | Lars Gerhard Norberg             | Norrköping-Linköping stadsteater                                                                |
| 1970 | Galileo Galilei                                        | Galilei Bertolt Brecht                                                        | Torsten Sjöholm                  | Norrköping-Linköping stadsteater                                                                |
| 1971 | Arnolphe, också kallad M. du Parc                      | Äktenskapsskolan Molière                                                      | Eva Sköld                        | Malmö Stadsteater                                                                               |
| 1971 | Sir Henry Harcourt-Reilly                              | Cocktailpartyt T.S. Eliot                                                     | Eva Sköld                        | Malmö Stadsteater                                                                               |
| 1972 | Tomas Stockman                                         | En folkefiende Henrik Ibsen                                                   | Torsten Sjöholm                  | Norrköping-Linköping stadsteater                                                                |
| 1973 | Kreon                                                  | Antigone Jean Anouilh                                                         | Torsten Sjöholm                  | Svenska Riksteatern                                                                             |
| 1976 | Spooner, en man i sextioårsåldern                      | Ingen mans land Harold Pinter                                                 | Josef Halfen                     | Malmö Stadsteater                                                                               |
| 1979 | Glagoljev, godsägare                                   | Platonov Anton Tjechov                                                        | Otomar Krejča                    | Stockholms stadsteater                                                                          |
| 1983 |                                                        | Chikanen Edward Bond                                                          | Peter Luckhaus                   | Dramaten                                                                                        |
| 1991 | Berättaren                                             | Christofer Columbus Michael Meschke                                           | Michael Meschke                  | Marionetteatern                                                                                 |

### Regi
| År   | Produktion         | Upphovsmän                                                                      | Teater                                                               |
| ---- | ------------------ | ------------------------------------------------------------------------------- | -------------------------------------------------------------------- |
| 1947 | Låt människan leva | Pär Lagerkvist                                                                  | Dramaten                                                             |
| 1958 | Richard II         | William Shakespeare Översättning Johan Henrik Thomander och Carl August Hagberg | Norrköping-Linköping stadsteater Regi tillsammans med John Zacharias |

## Radioteater

### Roller
| År   | Roll                                 | Produktion                             | Regi             |
| ---- | ------------------------------------ | -------------------------------------- | ---------------- |
| 1947 | Magellan                             | Lotsen från Moluckas Harry Martinsson  | Alf Sjöberg      |
| 1949 | Lektor Barfoth                       | Markurells i Wadköping Hjalmar Bergman | Anders de Wahl   |
| 1950 | Far                                  | Lördagsafton Tarjei Vesaas             | P. Brunius       |
| 1951 | Joakim                               | Staden Ingmar Bergman                  | Olof Molander    |
| 1951 | Sir Henry Harcourt-Reilly            | Cocktailpartyt T.S. Elliot             | Olof Molander    |
| 1952 |                                      | Byggmästare Solnes Björn-Erik Höijer   | Henrik Dyfverman |
| 1953 | Greven                               | Midsommar August Strindberg            | Palle Brunius    |
| 1954 | Torsten, hennes man                  | Iskåpet Elsa Grave                     | P. Brunius       |
| 1960 | Hamlets faders vålnad                | Hamlet William Shakespeare             | Alf Sjöberg      |
| 1961 | Magister Thomas, Helenas barndomsvän | Friarna på Rockesnäs Hjalmar Bergman   | Böre Mellvig     |
| 1961 | Läkaren                              | Till Damaskus August Strindberg        | Åke Falck        |
| 1964 |                                      | Rollen Bo Bergman                      | Börje Mellvig    |
| 1966 | Sorin, hennes bror                   | Måsen Anton Tjechov                    | Åke Falck        |
| 1969 | Fader Fotis                          | På nytt korsfäst Nikos Kazantsakis     | Carl Olof Lång   |
| 1969 | Herrn                                | Oväder August Strindberg               |                  |
| 1977 |                                      | Oceanflygningen Bertolt Brecht         | Jan Lewin        |
| 1982 | F                                    | Kylrum Stig Larsson                    | Staffan Olzon    |
| 1988 | Doktor Warburton                     | Släktmötet T.S. Elliot                 | Anders Carlberg  |